# Convención Internacional de Protección Fitosanitaria
 La Convención Internacional de Protección Fitosanitaria (CIPF) es un tratado multilateral de 1951 supervisado por la Organización de las Naciones Unidas para la Agricultura y la Alimentación que tiene como objetivo garantizar una acción coordinada y efectiva para prevenir y controlar la introducción y propagación de plagas de plantas y productos vegetales. La Convención se extiende más allá de la protección de las plantas cultivadas a la protección de la flora natural y los productos vegetales. También tiene en cuenta los daños directos e indirectos de las plagas, por lo que incluye las malezas. La Convención está reconocida por 183 países contrapartes y está reconocida por el Acuerdo sobre la Aplicación de Medidas Sanitarias y Fitosanitarias de la Organización Mundial del Comercio (OMC) como el único organismo internacional con capacidad para establecer normas internacionales para la sanidad vegetal. 

## Alcance
El enfoque principal de la CIPF se centra en las plantas y productos vegetales que se transportan en el comercio internacional, pero también cubre materiales de investigación, organismos de control biológico, bancos de germoplasma, instalaciones de contención, ayuda alimentaria, ayuda de emergencia y cualquier otro elemento que pueda actuar como un vector para la propagación de plagas de plantas, por ejemplo, contenedores, materiales de embalaje, tierra, vehículos, embarcaciones y maquinaria. 

## Órganos de gobierno
La Convención creó un órgano rector formado por cada parte, conocida como la Comisión de Medidas Fitosanitarias, que supervisa la aplicación de la Convención. La Secretaría de la CIPF se encuentra en la sede de la FAO en Roma, Italia, y es responsable de la coordinación de las actividades básicas del programa de trabajo de la CIPF.

## Objetivos
La CIPF fue creada por los países miembros de la Organización de las Naciones Unidas para la Agricultura y la Alimentación. La CIPF pone énfasis en tres áreas centrales: establecimiento de normas internacionales, intercambio de información y desarrollo de capacidades para la implementación de la CIPF y las normas fitosanitarias internacionales asociadas.  
En los últimos años, la Comisión de Medidas Fitosanitarias de la CIPF ha desarrollado un marco estratégico con los objetivos de: 
- proteger la agricultura sostenible y mejorar la seguridad alimentaria mundial mediante la prevención de la propagación de plagas;
- proteger el medio ambiente, los bosques y la biodiversidad frente a las plagas de plantas;
- facilitar el desarrollo económico y comercial a través de la promoción de medidas fitosanitarias armonizadas con base científica, y:
- desarrollar la capacidad fitosanitaria de los miembros para lograr los tres objetivos anteriores.

Al centrar los esfuerzos de la Convención en estos objetivos, la Comisión de Medidas Fitosanitarias de la CIPF tiene la intención de: 
- Proteger a los agricultores de brotes de plagas y enfermedades económicamente devastadores.
- Proteger el medio ambiente frente a la pérdida de diversidad de especies.
- Proteger a los ecosistemas de la pérdida de viabilidad y funcionamiento como resultado de las invasiones de plagas.
- Proteger a las industrias y los consumidores de los costos del control o la erradicación de plagas.
- Facilitar el comercio a través de normas Internacionales que regulan los movimientos seguros de plantas y productos vegetales.
- Proteger los medios de vida y la seguridad alimentaria evitando la entrada y propagación de nuevas plagas de plantas en un país.